# Óscar Panno
Óscar Roberto Panno (* 17. März 1935 in Buenos Aires) ist ein argentinischer Schach-Großmeister und einer der erfolgreichsten südamerikanischen Schachspieler.

## Leben
Im Jahre 1953, im Alter von 18 Jahren, gewann Panno die Landesmeisterschaft Argentiniens und die Juniorenweltmeisterschaft. Im Jahre 1954 wurde er Internationaler Meister. Im Jahr darauf qualifizierte er sich für das Interzonenturnier in Göteborg, bei dem er hinter Dawid Bronstein und Paul Keres Dritter wurde und sich zum Kandidatenturnier in Amsterdam, ein Jahr darauf, qualifizierte. Er erhielt 1955 für diesen großen Erfolg den Titel Großmeister vom Weltschachbund FIDE verliehen. Beim Kandidatenturnier in Amsterdam 1956 wurde er Neunter.
Panno, der einem bürgerlichen Beruf nachging (er schloss 1962 sein Ingenieurstudium ab) und niemals Schachprofi wurde, gelang noch viermal der Sprung ins Interzonenturnier: 1958, 1970, 1973 und 1976, jedoch blieb das Ergebnis von 1955 sein bestes. Er errang bedeutende Erfolg bei internationalen Turnieren: 1958 gewann er in Bogotá vor William Lombardy und Miguel Najdorf. 1971 siegte er zusammen mit Ljubomir Ljubojević in Palma de Mallorca. 
Er gewann die Meisterschaft Argentiniens nochmals  1975 (geteilt mit Najdorf) und 1985. 
Panno hat seit Juli 2008 keine Elo-gewertete Partie mehr gespielt und wird daher bei der FIDE als inaktiv geführt. Seine beste historische Elo-Zahl vor Einführung der Elo-Zahlen betrug 2680 im Oktober 1955. 

## Nationalmannschaft
Panno war mehrfaches Mitglied der argentinischen Auswahl bei internationalen Wettkämpfen. Er spielte von 1954 in Amsterdam bis zur Schacholympiade 1992 in Manila bei elf Schacholympiaden für Argentinien. Er holte mit der Mannschaft 1954 eine Silber- und zwei (1958 und 1962) Bronzemedaillen. Bei der Schacholympiade 1966 in Havanna erzielte er das beste Ergebnis am zweiten Brett, 1958 gelang ihm ebenfalls am zweiten Brett das drittbeste Ergebnis. Er nahm außerdem an der Mannschaftsweltmeisterschaft 1985 und drei panamerikanischen Mannschaftsmeisterschaften (1971, 1985 und 1991) teil, die er mit der argentinischen Mannschaft 1971 und 1985 gewann.

## Varianten
Nach Panno sind zwei Varianten in der Königsindischen Verteidigung benannt:
- 1. d2–d4 Sg8–f6 2. c2–c4 g7–g6 3. Sb1–c3 Lf8–g7 4. Sg1–f3 d7–d6 5. g2–g3 0–0 6. Lf1–g2 Sb8–c6 7. 0–0 a7–a6 (die Panno-Variante des Fianchetto-Systems), ECO-Code E63,[6] und
- 1. d2–d4 Sg8–f6 2. c2–c4 g7–g6 3. Sb1–c3 Lf8–g7 4. e2–e4 d7–d6 5. f2–f3 0–0 6. Lc1–e3 Sb8–c6 (die Panno-Variante des Sämisch-Systems), ECO-Code E84.[7]